# Municípios da Eslovénia

Os 212 municípios da Eslovênia

A Eslovênia está dividida em  211 municípios (občin), dos quais, apenas onze possuem o título de cidade, recebendo o nome de "mestna občina" (município cidade ou município urbano). 

## Os 211 municípios da Eslovênia
Nota: Os municípios urbanos estão em negrito.
| - Ajdovščina - Apače - Beltinci - Benedikt - Bistrica Eslovena (Slovenska Bistrica) - Bistrica Ilírica (Ilirska Bistrica) - Bistrica no Sotla (Bistrica ob Sotli) - Bled - Bloke - Bohinj - Borovnica - Bovec - Braslovče - Brda - Brežice - Brezovica - Cankova - Celje - Cerklje na Alta Carníola (Cerklje na Gorenjskem) - Cerknica - Cerkno - Cerkvenjak - Cirkulane - Črenšovci - Črna na Caríntia (Črna na Koroškem) - Črnomelj - Destrnik - Divača - Dobje - Dobrepolje - Dobrna - Dobrova-Polhov Gradec - Dobrovnik - Dol em Liubliana (Dol pri Ljubljani) - Baixa Toplice (Dolenjske Toplice) - Domžale - Dornava - Dravogrado (Dravograd) - Duplek - Gorenja vas-Poljane - Gorišnica - Gorje - Gornja Radgona - Gornji Grad - Gornji Petrovci - Grad - Gradec Eslovena\| (Slovenj Gradec) - Grosuplje - Hajdina - Hoče-Slivnica - Hodoš - Horjul - Hrastnik - Hrpelje-Kozina - Idrija - Ig - Ivančna Gorica - Izola - Jesenice - Jezersko - Juršinci - Kamnik - Canal no Soča (Kanal ob Soči) - Kidričevo - Kobarid - Kobilje - Kočevje - Komen - Komenda - Konjice Eslovena (Slovenske Konjice) - Koper - Kostanjevica no Krka (Kostanjevica na Krki) - Kostel | - Kozje - Kranj - Kranjska Gora - Križevci - Krško - Kungota - Kuzma - Laško - Lenart - Lendava - Litija - Liubliana (Ljubljana) - Ljubno - Ljutomer - Log-Dragomer - Logatec - Loška dolina - Loški Potok - Lovrenc no Pohorje (Lovrenc na Pohorju) - Luče - Lukovica - Majšperk - Makole - Maribor - Markovci - Medvode - Mengeš - Metlika - Mežica - Miklavž no Campo do Drava (Miklavž na Dravskem polju) - Miren-Kostanjevica - Mirna - Mirna Peč - Mislinja - Mokronog-Trebelno - Moravče - Moravske Toplice - Mozirje - Sobota do Mura (Murska Sobota) - Muta - Naklo - Nazarje - Nova Gorica - Novo Mesto - Odranci - Oplotnica - Ormož - Osilnica - Pesnica - Piran - Pivka - Podčetrtek - Podlehnik - Podvelka - Poljčane - Polzela - Postojna - Prebold - Preddvor - Prevalje - Ptuj - Puconci - Rače-Fram - Radeče - Radenci - Radlje no Drava (Radlje ob Dravi) - Radovljica - Ravne na Caríntia (Ravne na Koroškem) - Razkrižje - Rečica na Savínia (Rečica ob Savinji) | - Renče-Vogrsko - Ribnica - Ribnica no Pohorje (Ribnica na Pohorju) - Rogaška Slatina - Rogašovci - Rogatec - Ruše - Šalovci - Selnica no Drava (Selnica ob Dravi) - Semič - Šempeter-Vrtojba - Šenčur - Šentilj - Šentjernej - Šentjur - Šentrupert - Sevnica - Sežana - Škocjan - Škofja Loka - Škofljica - Šmarje pri Jelšah - Toplice de Šmarjeta (Šmarješke Toplice) - Šmartno no Litija (Šmartno pri Litiji) - Šmartno no Paka (Šmartno ob Paki) - Sodražica - Solčava - Šoštanj - Središce no Drava (Središce ob Dravi) - Starše - Štore - Straža - Santa Ana (Sveta Ana) - Santa Trindade nos Montes Eslovenos (Sveta Trojica v Slovenskih goricah) - Santo André nos Montes Eslovenos (Sveti Andraž v Slovenskih goricah) - São Jorge no Ščavnica (Sveti Jurij ob Ščavnici) - São Jorge nos Montes Eslovenos (Sveti Jurij ob Ščavnici) - São Tomé (Sveti Tomaž) - Tabor - Tišina - Tolmin - Trbovlje - Trebnje - Trnovska vas - Tržič - Trzin - Turnišče - Velenje - Velika Polana - Velike Lašče - Veržej - Videm - Vipava - Vitanje - Vodice - Vojnik - Vransko - Vrhnika - Vuzenica - Zagorje no Sava (Zagorje ob Savi) - Žalec - Zavrč - Železniki - Žetale - Žiri - Žirovnica - Zreče - Žužemberk |

## História
- Entre 4 de outubro de 1994 e 7 de agosto de 1998 existiam 147 municípios na Eslovênia;[1]
- Em 1998, 45 novos municípios foram criados, totalizando 192 municípios;[1]
- Em junho de 2002, o município de Šmartno pri Litiji foi criado a partir do município de Litija, totalizando 193 municípios;[1]
- Em 13 de março de 2006, mais doze municípios foram criados: o município de Apače foi criado a partir do município de Gornja Radgona; Cirkulane a partir de Gorišnica; Kostanjevica na Krki a partir de Krško; Makole e Poljčane a partir de Slovenska Bistrica; Mokronog-Trebelno a partir de Trebnje; Renče-Vogrsko a partir de Nova Gorica; Središče ob Dravi e Sveti Tomaž a partir de Ormož; Šmarješke Toplice e Straža a partir de Novo mesto; Sveta Trojica v Slovenskih goricah a partir de Lenart. Total de municípios: 205.[1]
- Em 13 de junho de 2006, mais cinco municípios foram criados: o município de Gorje foi criado a partir de Bled; Log-Dragomer a partir de Vrhnika; Rečica ob Savinji a partir de Mozirje; Sveti Jurij v Slovenskih goricah a partir de Lenart; Šentrupert a partir de Trebnje. Total de municípios: 210.[1]
- Em 26 de fevereiro de 2011, o município de Mirna foi criado a partir do município de Trebnje, totalizando 211 municípios.[2]

## Regiões estatísticas

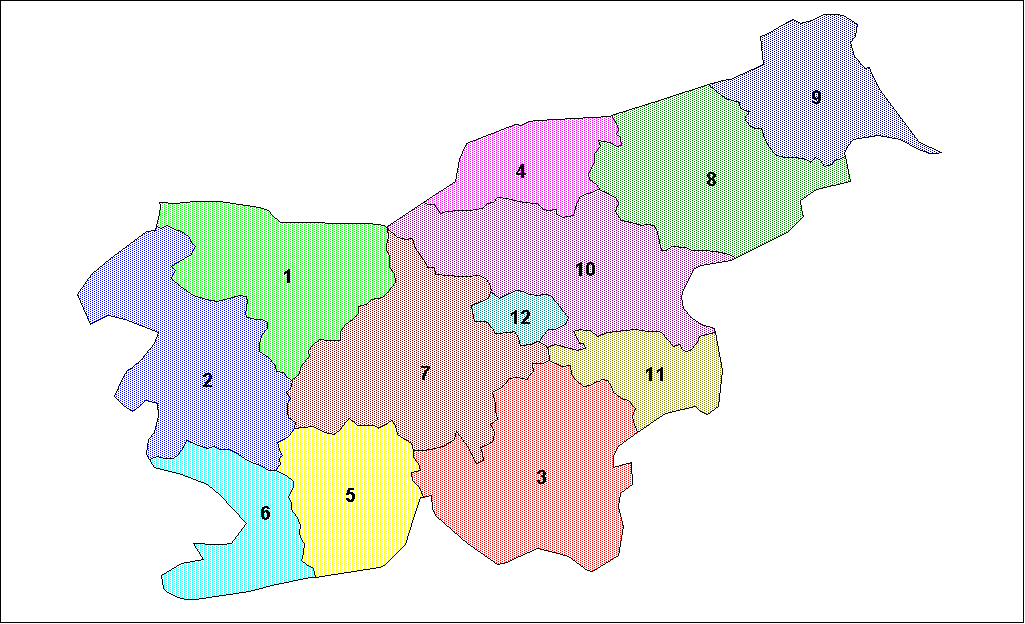
Regiões estatísticas da Eslovénia

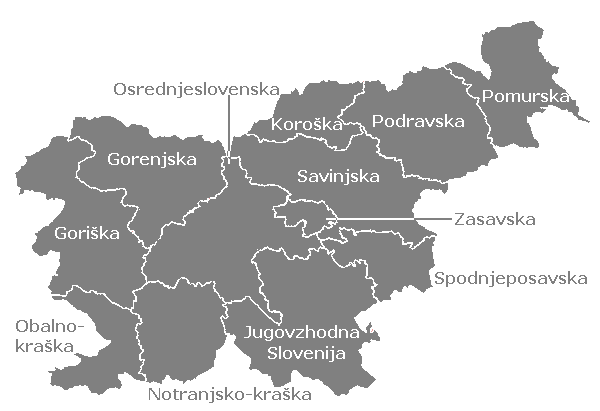
Mapa das regiões estatísticas

A Eslovênia está dividida em 12 regiões estatísticas (esloveno: statistična regije), sem quaisquer fins administrativos.  
Foram introduzidas em maio de 2005 e só se usam para propósitos legais e estatísticos.  Equivalem quase como a Províncias ou Estados (Argentina/ Estados Unidos).
| N.º   | Nome                                             | Cidade principal                 | Área (km2) | População (censo 31/03/2002) | Densidade (hab./km2) | População (Estimativa 30/06/2006) |
| ----- | ------------------------------------------------ | -------------------------------- | ---------- | ---------------------------- | -------------------- | --------------------------------- |
| 1.    | Alta Carníola (Gorenjska)                        | Kranj                            | 2.137      | 195.885                      | 91,66                | 199.626                           |
| 11.   | Baixo Sava (Spodnjeposavska)                     | Krško                            | 885        | 68.565                       | 77,47                | 70.044                            |
| 4.    | Caríntia (Koroška)                               | Gradec Eslovena (Slovenj Gradec) | 1.041      | 73.296                       | 70,41                | 73.729                            |
| 8.    | Drava (Podravska)                                | Maribor                          | 2.170      | 310.743                      | 143,20               | 319.530                           |
| 7.    | Eslovénia Central (Osrednjeslovenska)            | Liubliana (Ljubljana)            | 3.540      | 488.364                      | 137,96               | 502.100                           |
| 3.    | Eslovénia do Sudeste (Jugovzhodna Slovenija)     | Novo Mesto                       | 1.690      | 136.474                      | 80,75                | 140.119                           |
| 2.    | Gorízia (Goriška)                                | Nova Gorica                      | 2.325      | 118.511                      | 50,97                | 119.632                           |
| 5.    | Litoral-Carníola Interior (Primorsko-notranjska) | Postojna                         | 1.456      | 50.243                       | 34,51                | 51.386                            |
| 6.    | Litoral-Carso (Obalno-kraška)                    | Koper                            | 1.044      | 102.070                      | 97,77                | 106.157                           |
| 12.   | Médio Sava (Zasavska)                            | Trbovlje                         | 264        | 45.436                       | 172,11               | 45.311                            |
| 9.    | Mura (Pomurska)                                  | Sobota do Mura (Murska Sobota)   | 1.337      | 120.875                      | 90,41                | 122.198                           |
| 10.   | Savínia (Savinjska)                              | Celje                            | 2.384      | 253.574                      | 106,36               | 258.684                           |
| Total |                                                  |                                  | 20.273     | 1.964.036                    | 96,88                | 2.008.516                         |

Não obstante, o governo está a preparar um plano para criar regiões administrativas novas. A quantidade destas regiões ainda não se conhece, mas estima-se que sejam entre 12 e 14. Depois de ser revelado publicamente, terá que passar por um debate parlamentar. As alterações constitucionais que permitem a criação de regiões já foram aprovadas pela Assembleia Nacional. Se  vier a vingar a divisão em doze regiões administrativas, provavelmente serão as mesmas que as atuais.